# Kanton Saint-Julien
Saint-Julien is een voormalig kanton van het Franse departement Jura. Het kanton maakte deel uit van het arrondissement Lons-le-Saunier.

## Geschiedenis
Het kanton werd ingevolge het decreet van 17 februari 2014 op 22 maart 2015 opgeheven en de gemeenten werden opgenomen in het kanton Saint-Amour.

## Gemeenten
Het kanton Saint-Julien omvatte de volgende gemeenten:
- Andelot-Morval
- La Balme-d'Épy
- Bourcia
- Broissia
- Dessia
- Florentia
- Gigny
- Lains
- Louvenne
- Monnetay
- Montagna-le-Templier
- Montfleur
- Montrevel
- Saint-Julien (hoofdplaats)
- Villechantria
- Villeneuve-lès-Charnod